# Pterothysanus laticilia
Pterothysanus laticilia is een vlinder uit de familie van de Callidulidae. De wetenschappelijke naam van de soort is voor het eerst geldig gepubliceerd in 1854 door Walker.